# مكتبة بي بي سي
مكتبة بي بي سي (المعروفة سابقًا باسم بي بي سي للنشر) هي غالبية بصمات الأصابع التي تمتلكها وتديرها البطريق راندوم هاوس من خلال قسم النشر إبري. المساهم الأقلية هو بي بي سي ستوديوز، وهي شركة بي بي سي التجارية. كانت البصمة نشطة منذ الثمانينيات.
نشرت هيئة الإذاعة البريطانية (مكتبة بي بي سي) سلسلة من الكتب المتعلقة بالبرامج الإذاعية والتليفزيونية الخاصة بهيئة الإذاعة البريطانية، بما في ذلك الطبخ، والتاريخ الطبيعي، وأسلوب الحياة، وكتب «صنع» المشاهد. هناك أيضًا بعض السير الذاتية والسير الذاتية غير المخطط لها من مختلف المشاهير في القائمة.
تشمل أشهر عناوين بي بي سي كتاب الطبخ للطاهية التليفزيونية السابقة ديليا سميث، ولقب السير ديفيد أتينبورو وايلدلايف وعنوان بستنة ألان تكمارش. في الأيام التي تم فيها نشر بي بي سي، تم رفض دليل جالاكسي ووكر، وباع الكتاب الآن 14 مليون نسخة في جميع أنحاء العالم.

## دكتور هو
منذ عام 1996م، أنتجت مكتبة بي بي سي أيضًا مجموعة من الروايات المرتبطة بسلسلة الخيال العلمي التلفزيونية دكتور هو، وهي الرواية الكاملة الكاملة الوحيدة التي تطبعها الشركة. كان أول إصدار لهم يتعلق بالسلسلة رواية عن 1996 دكتور هو تيليموفي الذي نشر في ربيع عام 1996م. ثم، في عام 1997م، أطلقت بي بي سي بوكس سلسلتين متزامنتين من الكتب، مغامرات الطبيب الثامن (جمعية الإمارات للغوص) التي تتميز بالتجسد الحالي للطبيب، ومغامرات الطبيب السابقة (المساعد الشخصي الرقمي)، التي تضم التجسيدات السبعة السابقة. بين عامي 1997 و 2005 تم نشر حوالي a hundred and fifty رواية أصلية لكلا الخطين معًا. أطلقت كتب بي بي سي أيضًا مجموعة قصيرة الأجل من مجموعات قصة قصيرة للطبيب هو تسمى رحلات قصيرة. حصلت إنتاجات كبيرة النهاية لاحقًا على حقوق نشر هذه الكتب وتستمر هذه السلسلة اعتبارًا من عام 2010.
في عام 2005م، بدأت مكتبة بي بي سي في التخلص التدريجي من خطوط جمعية الإمارات للغوص والمساعد الشخصي الرقمي حيث أطلقت سلسلة جديدة من الكتب (يطلق عليها بشكل غير رسمي مغامرات السلسلة الجديدة) استنادًا إلى المسلسل التلفزيوني الذي تم إحياؤه حديثًا. يضم الطبيب التاسع، تم نشر الكتب الجديدة في غلاف مقوى (على عكس خطوط جمعية الإمارات للغوص والمساعد الشخصي الرقمي ورحلات قصيرة التي كانت إصدارات غلاف ورقي حصرا). تم إيقاف خط الطبيب الثامن خلال صيف 2005م، متبوعًا بمغامرة الطبيب السابقة في نوفمبر الماضي. ابتداءً من عام 2006م، واصلت كتب بي بي سي استمرار مغامرات السلسلة الجديدة، التي تضم الآن الطبيب العاشر، دون أي كلمة (اعتبارًا من سبتمبر 2009) سواء تم التخطيط لأي مغامرات أخرى للطبيب السابق. يستمر نشر الكتب في غلاف مقوى، باستثناء أربع روايات، أنا دلك، مصنوع من الفولاذ، انتقام من الجودون وقانون الكريليتانيين، وهي إصدارات ورقية تحت سلسلة تسمى قراءات سريعة. لا تزال الرواية الرابعة تتميز بالطبيب العاشر ديفيد تينانت، على الرغم من أن الحادي عشر قد ظهر في التلفزيون.
في يناير 2007م، أصدرت مكتبة بي بي سي مجموعة جديدة من الروايات الأصلية بناءً على حملة الدكتور هو المنبثقة «تورشود». يتم نشر هذه الكتب أيضًا حصريًا في شكل كتب غلافية، ومثل المسلسل التلفزيوني نفسه، تستهدف المسنين.
في مايو 2008م، أصدرت مكتبة بي بي سي أول فيلم مغامرات أصلي للطبيب، «مكافحة الآفات»، والذي كان جزءًا من سلسلة مغامرات الطبيب العاشر وقرأه ديفيد تينانت. كان الكتاب المسموع في عام 2010 هو مغامرة الطبيب العاشر لجيمس جوس المسماة «الهواء الميت»، قرأها ديفيد تينانت.

## إنسان
في عام 2010، تم نشر سلسلة من ثلاث روايات بشرية عن طريق مكتبة بي بي سي. تصف هذه الروايات مغامرات الشخصيات الرئيسية الثلاث آني سوير وجورج ساندز وجون ميتشل من المسلسل التلفزيوني بي بي سي الثلاثة كونه إنسان ويكتبها سيمون غيرير ومارك ميخالوفسكي وجيمس جوس.   تم إصدار جميع الروايات أيضًا ككتب صوتية. تمت قراءة الطريق من قبل لينورا كريشلو، المطاردون بقلم راسل طوفي ودماء فظيعة بواسطة لوسي جاسكل.

## ملكية جديدة
في عام 2006، استحوذ قسم نشر راندوم هاوس في إبري على حصة أغلبية في كتب بي بي سي.

## شارلوك هولمز
في عام 2011، أطلقت مكتبة بي بي سي خطة لنشر المسلسل التلفزيوني الحائز على جائزة البافتا «هولمز»، المستوحى من مغامرات المحقق آرثر كونان دويل وفيكتوريا هولمز. ستظهر جميع العناوين آفاق العلامة التجارية ومقدمات الأعضاء الرئيسيين في فريق شيرلوك (بما في ذلك المؤسسون المشاركون ستيفين موفات ومارك جاتيس).
العنوان الأول هو «شيرلوك: دراسة القرمزي» من آرثر كونان دويل، نشره ستيفن موفات (صدر في 15 سبتمبر 2011). عرض آرثر كونان دويل «شيرلوك: مغامرات شيرلوكهولمز» للمؤلف مارك جاتيس، في 27 أكتوبر 2011.
ثلاثة كتب «شيرلوك هولمز: مذكرات شيرلوك هولمز» و «ذكريات شيرلوك هولمز وشيرلوك هولمز: كلاب الباسك» ومارتن فريمان وستيف طومسون وبينديكت كومبرباتش (29 مارس 2012)
في خريف عام 2012، أصدرت هيئة الإذاعة البريطانية (بي بي سي) «شيرلوك: قضية» كدليل هدية غلاف، واستعرضت جميع المشاكل التي تم حلها طوال المسلسل التلفزيوني.

## انظر ايضًا
- مكتبة نيويورك العامة
- مكتبة مكة المكرمة
- مكتبة كوكرين

## روابط خارجية
- حول مكتبة بي بي سي